# Александрівський (Краснодарський край)
Алекса́ндрівський — хутір в Усть-Лабинському районі Краснодарского краю. Центр Александрівського сільського поселення.
Хутір розташовано на березі річки Зеленчук-вторий в лівобережній частині району, за 32 км на схід від Усть-Лабинська, де знаходиться найближча залізнична станція.

## Адміністративний поділ
До складу Александрівського сільського поселення крім хутора Александрівський входять також:
- хутір Красний
- хутір Неєлинський
- хутір Новониколаївка
- хутір П'ятихатський
- хутір Семенівка
- хутір Семенівський
- хутір Согласний
- хутір Финогенів